# 一ノ瀬泰造
一ノ瀬 泰造（いちのせ たいぞう、1947年〈昭和22年〉11月1日 - 1973年〈昭和48年〉11月29日）は、日本の報道写真家。

## 生涯

### 生い立ち
一ノ瀬清二・信子の長男として佐賀県武雄市に生まれる。佐賀県立武雄高等学校に入学。物理部の部長として写真部門で活躍。夏、野球部に所属し、甲子園（第45回全国高等学校野球選手権大会）に出場。
1966年4月、日本大学芸術学部写真学科に入学。
1971年、卒業後、UPI通信社東京支社に勤務（3ヶ月で退社）。

### 戦地へ
半年の試用期間をもってUPIを不採用になったため、フリーランスの戦争カメラマンとして活動を開始。米軍キャンプPXの写真屋で1年間働き資金を貯め、インド・パキスタン戦争へ向かう。1972年3月14日、ベトナム戦争が飛び火し、戦いが激化するカンボジアに入国。1972年6月、アンコールワット入りを願いクメール・ルージュの兵士と接触するが、フィルムを抜かれて追い返される。8月15日、好ましからざるジャーナリストとして国外退去となりベトナムへ行く。以後ベトナム戦争、カンボジア内戦を取材、『アサヒグラフ』や『ワシントン・ポスト』などのマスコミで活動し、8月25日、「安全へのダイブ」でUPIニュース写真月間最優秀賞を受賞した。
1973年4月27日、日本へ一時帰国。武雄市の両親のところで9日間過ごす。5月、ベトナムへ再入国。6月、カンボジアに再入国。8月、サイゴンからプノンペンまでメコン川を遡る。11月7日、親友の結婚式に出席。以後、クメール・ルージュの支配下に有ったアンコール・ワットへの単独での一番乗りを目指しており、1973年11月、「旨く撮れたら、東京まで持って行きます。もし、うまく地雷を踏んだら“サヨウナラ”！（ロバート・キャパの最期を捩ったもの）」と友人宛に手紙を残し、単身アンコール・ワットへ潜入、以後消息を絶った。

### 遺体発見
9年後の1982年、一ノ瀬が住んでいたシェムリアップから14km離れたアンコールワット北東部のプラダック村にて遺体が発見され、1982年2月1日に現地へ赴いた両親によって確認された。享年26歳。その後、1973年11月22日もしくは23日にクメール・ルージュに捕らえられ、29日に処刑されていたことが判明した。

### その後
処刑された現場であるシェムリアップ州には、村人が立てた墓がある。
一ノ瀬の生涯は書籍や舞台などで取り上げられた。1985年には、岡本早生主演・渡辺範雄監督による劇映画『泰造』が公開された。また1999年には、浅野忠信主演・五十嵐匠監督による劇映画『地雷を踏んだらサヨウナラ』が公開され、若者の間でブームとなった。また一ノ瀬の没後30年にあたる2003年には、『地雷を踏んだらサヨウナラ』をプロデュースした奥山和由の制作、中島多圭子監督によるドキュメンタリー映画『TAIZO〜戦場カメラマン・一ノ瀬泰造の真実〜』も公開されている。
ベトナム戦争中に一ノ瀬が一時帰国した際、弾丸が貫通したニコンFを自宅に持ち帰っていた。ホーチミン市の戦争証跡博物館には、このニコンFの写真と共に、一ノ瀬を紹介する文章が展示されている。なお、このニコンFに入っていたフィルムは母・信子の希望により写真修復師の村林孝夫らの手で奇跡的に3コマが現像され、写真集『もうみんな家に帰ろー!』に収録された。
両親は、泰造が残した写真を焼き続け写真集の発刊に力を尽くした。2001年、父・清二死去。2007年、母・信子が「一ノ瀬泰造 生誕60周年記念写真展」を観覧している。
2018年12月3日、泰造の死後ネガフィルムの現像などに尽力した母・信子が死去。96歳。
2020年1月6日から3ヶ月間、東京・品川のニコンミュージアムで企画展「一ノ瀬泰造『戦場の真実､硝煙の中に生きる人々』」が開催。ニコンFなどが展示された。監修は泰造の姪の永渕教子が務め、武雄市図書館・歴史資料館が資料等の協力をした。
3ヶ月での終了が予定されていた企画展「一ノ瀬泰造『戦場の真実､硝煙の中に生きる人々』」は新型コロナウイルスの影響で同年9月26日まで会期が延長された。
2023年7月、佐賀県武雄市にある武雄市図書館・歴史資料館において、「令和5年度 武雄市図書館・歴史資料館 企画展」として『没後50年記念 一ノ瀬泰造展』が開催されている。
死の直前、撮影したアンコールワットの写真や1972年から撮影したバングラデシュ、ベトナム、カンボジアなどの戦地のようすや銃後の生活を伝える写真を展示。撮影時に使用したヘルメットや腕章、銃弾の跡が残るカメラなども展示されている。
（前期：7月1日～7月23日、後期：7月29日～8月20日。ギャラリートーク：7月1日、7月15日、8月6日、8月12日）

## 著書
- 『地雷を踏んだらサヨウナラ：一ノ瀬泰造写真・書簡集』（講談社、1978年）ISBN 4-06-183434-7
- 『遥かなりわがアンコールワット：一ノ瀬泰造写真集』（一ノ瀬泰造写真集刊行委員会、1981年）
- 『戦場より愛をこめて！：1972-73』（窓社、2004年）ISBN 4-89625-068-0

## 関連書籍
- 一ノ瀬信子著『わが子泰造よ！：カンボジアの戦場に散った息子を求めて』（合同出版、1985年）
- 一ノ瀬清二編『一ノ瀬泰造：戦場に消えたカメラマン』（葦書房、1994年）ISBN 4-7512-0569-2
- 一ノ瀬泰造撮影、一ノ瀬信子編『もうみんな家に帰ろー！：テンオックネァ、タウプティヤ！：26歳という写真家・一ノ瀬泰造』（窓社、2003年）ISBN 4-89625-052-4
- 一ノ瀬泰造撮影、一ノ瀬信子編『一ノ瀬泰造ぼくが愛した人と村』（窓社、2004年）ISBN 4-89625-063-X
- 一ノ瀬信子著『泰造見てますか？』（窓社、2005年） ISBN 4-89625-078-8「わが子泰造よ！」の増訂